# Жмуд Андрій Сергійович
Андрій Сергійович Жмуд (9 жовтня 1989, Конотоп, Україна) — український спортсмен. Чемпіон України, Європи та світу з пауерліфтингу. Рекордсмен України та світу за версією WDFPF і AWPC.

## Біографія
Народився 9 жовтня 1989 року в місті Конотоп, Сумська область, Україна. У 2005 році закінчив Школу-інтернат ім. М. В. Жужоми. У 2009 році закінчив з відзнакою Київський фінансово-економічний коледж та вступив на юридичний факультет Національного університету державної податкової служби України в місті Ірпінь (Київська область).

## Спортивні досягнення
- Срібний призер чемпіонату України 2009 року серед юніорів; срібний призер чемпіонату України 2009 року в категорії Open;
- Чемпіон України з приседанию зі штангою 2010 року серед юніорів;
- Чемпіон України з приседанию зі штангою 2010 року у категорії Open;
- Чемпіон України по становій тязі 2010 року серед юніорів;
- Чемпіон України по становій тязі 2010 року у категорії Open;
- Рекордсмен України з приседанию зі штангою 2010 року;
- Рекордсмен України по становій тязі 2010 року;
- Чемпіон України з пауерліфтінгу 2010 року серед юніорів;
- Срібний призер Чемпіонату України з пауерліфтінгу у категорії Open;
- Майстер спорту України з пауерліфтінгу;
- Майстер спорту України з приседанию зі штангою;
- Майстер спорту міжнародного класу по становій тязі.
- Чемпіон Європи з пауерліфтінгу серед юніорів 2010 року;
- Бронзовий призер чемпіонату Європи з пауерліфтінгу у категорії Open;
- Чемпіон світу за приседанию зі штангою серед юніорів 2011 року;
- Чемпіон світу за приседанию зі штангою в категорії Open 2011 року;
- Чемпіон світу по становій тязі 2011 року;
- Рекордсмен світу з приседанию зі штангою 2011 року.

Всесвітня федерація пауерлифтинга:
- Бронзовий призер Чемпіонату України з жиму штанги лежачи 2009 року;
- Переможець кубка України з пауерліфтінгу 2009 року;
- Рекордсмен України з 2009 року;
- Майстер спорту України з пауерліфтінгу.